# Eliya Abuna

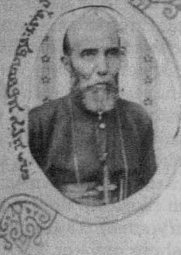
Eliya Abuna, um 1920

Mar Eliya Abuna von Alqosh (* 1862; † 1955 in Kirkuk) war ein Bischof der Assyrischen Kirche des Ostens und der Chaldäisch-katholischen Kirche.

## Leben
Giwargis (Georg) d'Beth Abuna entstammte, wie der Nachname besagt, dem Hause, in dem bis zur ersten Generation nach Einigung des „Patriarchats der Ebene“ mit dem Papst in Rom das Amt des Katholikos-Patriarchen der „Kirche des Ostens“ mit Sitz in Alqosh erblich gewesen war. Er besuchte das chaldäisch-katholische Seminar in Mosul und wurde 1887 oder 1888 in der Chaldäisch-katholischen Kirche zum Priester geweiht. Danach wirkte er an verschiedenen Orten, bevor er 1908 in das heimatliche Alqosh zurückkehrte und zum Haupt einer Gruppe chaldäischer Katholiken wurde, die einen Oberhirten aus der alten Patriarchenfamilie begehrten. Am 2. Mai 1909 wurde Giwargis durch Katholikos-Patriarch Mar Shimun XXI. im Dorf Qudschanis zum Bischof von Alqosh ordiniert und nahm den Amtsnamen der früheren Alqosh-Patriarchen, Mar Eliya (Elias), an. Er konnte sich jedoch an dem von ihm beanspruchten Bischofssitz nicht etablieren und kehrte im April 1910 nach Qudschanis zurück. 1912 betraute ihn Mar Shimun XXI. mit der Diözese Taimar, dem Gebiet um Van in der heutigen Ost-Türkei. Dort trat er im Januar 1916 als Begleiter des Katholikos-Patriarchen bei dessen Verhandlungen mit den Russen auf und nahm dann offenbar an der Aussiedlung der assyrischen Bergstämme in die Ebene von Urmia teil. Nach der hinterhältigen Tötung von Shimun XXI. leitete er die Beisetzung des Verstorbenen am 6. März 1918 jul. auf dem Friedhof der Armenier-Kirche von Khosroabad (Khosrova) und gehörte zu den Mitkonsekratoren von Mar Polos Shimun XXII. am 14. April 1918 jul. in Urmia. Im Oktober 1920 unterzeichnete er die Urkunde der Bestellung von Mar Abimalek Timotheus von Indien zum Betreuer des unmündigen Katholikos-Patriarchen Mar Shimun XXIII.
Im Folgejahr revertierte er zur Chaldäisch-katholischen Kirche und wurde 1924 zum Patriarchal-Vikar für die Diözese Aqra bestellt, gab jedoch diesen Dienst nach weniger als zwei Jahren wieder auf. Die folgenden drei Jahrzehnte bis zu seinem Tod 1955 verbrachte er in Alqosh und anderenorts im Kreise seiner Angehörigen.

## Werke
Eliya Abuna verfasste eine Reihe von Büchern: Eine Geschichte der Östlichen Patriarchen in zwei Bänden, den einen in neusyrischer Sprache, den zweiten in klassischem Syrisch (Harvard College Library, Hougton Library MS Syriac 182 und 183) sowie einen astronomischen Traktat in arabischer Sprache (Hougton Library MS Arabic 394). Das kirchenhistorische Werk soll inzwischen durch Hermis Aboona (1940–2009) veröffentlicht worden sein.